# Atheas

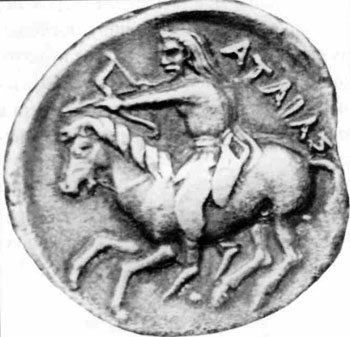
Eine griechische Münze mit der Darstellung von König Atheas.

Atheas, auch Ateas, (altgriechisch Ἀτέας Atéas, auf Münzen ΑΤΑΙΑΣ Ataias, geboren um 429 v. Chr.) war ein skythischer König des 4. Jahrhunderts v. Chr. In griechischen Quellen wird er als Basileus Skython Atheas, in lateinischen als Rex Scytharum erwähnt. Er starb – laut der Überlieferung über 90-jährig – im Frühsommer des Jahres 339 v. Chr. in einer Schlacht gegen Philipp II. von Makedonien, der dessen Tochter Theodore Antikas zur Frau nahm, aber 336 v. Chr. selbst ermordet wurde.
Atheas’ historische Stellung ist noch nicht genau geklärt. Häufig wird er in der Forschung als ein westlicher Teil- oder Kleinkönig angesehen, bisweilen aber auch als Zentralkönig, dem es gelang, das ganze skythische Reich zu vereinen.
Auf wenigen skythischen Münzen ist der König als typisch skythischer Reiter mit gespanntem Bogen, langen Haaren und Bart dargestellt, während die Rückseite einen mazedonischen König (vermutlich Alexander) zeigt.
In antiken Quellen wird Atheas häufig als klischeehafter Skythe dargestellt. So soll er nach einer Darbietung eines der angesehensten griechischen Flötenspielers gesagt haben, das Wiehern seiner Pferde sei ihm lieber als das Zirpen der Flöten.

## Atheas Königreich
Zur Lokalisierung von Atheas Königreich ist von Demosthenes überliefert, dass Philipp 339 v. Chr. einen Feldzug in Thrakien und anschließend nach Skythien an die Donau unternahm, während seine Flotte die Getreidelieferungen von den Griechenkolonien am Schwarzen Meer nach Athen blockierte. Auf den Rückweg sollen die Triballer einen Anteil der Beute verlangt haben, worauf es zur Schlacht kam die von Philipp gewonnen wurde. Philipp soll dabei von einem Triballischem Speer verwundet worden sein.
Kurz darauf verfügt Philipp über eine mächtige Reiterei geleitet von seinem Sohn Alexander, mit der er nach Zentralgriechenland vordringt und damit zum Hegemon Griechenlands aufsteigt. 
Nach verschiedenen Quellen dienten nun auch Bastarnen im Heer des Philipp von Macedonien, was durch die Gotengeschichte des Jordanes bestätigt wird, der die Bastarnen als Kleingoten bezeichnet und ihnen (mazedonische) Siege über Griechen und Perser bescheinigt.
Unklar ist daher, ob Atheas Königreich das Reich der Geten war, ob er die Triballer zwischen Angrus und Brongus regierte oder in Olbia über Skythen herrschte. Archäologisch belegt ist ein Seeangriff auf Olbia, der mit der Zerstörung Olbias endete. Dies wird jedoch mit dem Angriff des Zopyrion, General und Statthalter von Thrakien unter Alexander verbunden. Alexander schlug 335 v. Chr. auch die Geten und Triballer.